# أميرة القناديل
أميرة القناديل (باليابانية: 海月姫) هي سلسلة جوسي مانغا، من تأليف ورسم أكيكو هيغاشيمورا، نشرت من 25 أكتوبر 2008 حتى 25 أغسطس عام 2017، وتم تجميع فصول المانغا من قبل كودانشا في 17 مجلد تانكوبون. أقتبست المانغا إلى مسلسل أنمي تلفزيوني من انتاج استوديو برينز بيس، عرض في عام 2010 على تلفزيون فوجي في فقرة نويتامينا. واقتبست المانغا إلى فيلم حي عرض عام 2014. واقتبست المانغا إلى مسلسل دراما ياباني من عشرة حلقات عرض عام 2018.

## القصة
تدور أحداث القصة في مبنى اماميزوكان، حيث المستأجرون الوحيدون هم مجموعة من الفتيات الغريبات الاطوار ولا يسمح للرجال بدخول المبنى. هؤلاء الفتيات اللواتي يسمين انفسهن بالراهبات لديهن الهوس الخاص بكل واحدة منهن ومن ضمنهن تسوكيمي كوراشيتا، البالغة من العمر 18 عاما، تسوكيمي تحلم في أن تصبح رسامة مشهورة ولكن خوفها من المجمع وروتين العمل والناس الجذابين والجميليين يقف حائلا بينها وبين حلمها. لذلك هي تفعل ما ستفعله أي فتاه في موقفها ترجع للبيت وتصبح عاطلة عن العمل كحال بقية فتيات اماميزوكان. في يوم من الايام تقرر تسوكيمي أن تنقذ قنديل بحر ولكنها تفشل فتهب لمساعدتها فتاة جميلة وتنقذ القنديل، لتبدء احداث القصة.

## الشخصيات
- تسوكيمي كوراشيتا (باليابانية: 倉下 月海)

أداء صوتي: كانا هانازاوا
- كورانوسكي كويبوتشي (باليابانية: 鯉淵 蔵之介)

أداء صوتي: ميتسوكي سايغا
- تشيكو (باليابانية: 千絵子)

أداء صوتي: كيميكو سايتو
- مايايا (باليابانية: まやや)

أداء صوتي: أكيمي أوكامورا
- بانبا (باليابانية: ばんば)

أداء صوتي: موتوكو كوماي
- جيجي (باليابانية: ジジ)

أداء صوتي: ماميكو نوتو
- شو كويبوتشي (باليابانية: 鯉淵 修)

أداء صوتي: جونيتشي سوابي
- شوكو إيناري (باليابانية: 稲荷 翔子)

أداء صوتي: جونكو كيتانيشي
- جون ميجيرو (باليابانية: 目白 樹音)
- هاناموري يوشيو (باليابانية: 鼻盛り 吉生)

أداء صوتي: تاكيهيتو كوياسو
- رينا (باليابانية: リナ)

أداء صوتي: سيكو يوشيدا
- كلارا (باليابانية: クララ)

أداء صوتي: سومير موروهوشي

## وصلات خارجية
- أميرة القناديل عند كودانشا (باليابانية)
- موقع الأنمي الرسمي (باليابانية)
- موقع الفيلم الحي الرسمي (باليابانية)
- أميرة القناديل على موقع كينوبويسك (الروسية)
- أميرة القناديل على موقع قاعدة بيانات الفيلم (الإنجليزية)
- أميرة القناديل على موقع قاعدة بيانات الفيلم (الإنجليزية)
- أميرة القناديل على موقع ANN manga (الإنجليزية)